# Labeo congoro
Labeo congoro är en fiskart som beskrevs av Peters 1852. Labeo congoro ingår i släktet Labeo och familjen karpfiskar. IUCN kategoriserar arten globalt som livskraftig. Inga underarter finns listade i Catalogue of Life.